# 耶路撒冷区
耶路撒冷區是以色列六个行政区之一，面积652平方公里，人口约85万（2006年），其中犹太人占68%、阿拉伯人占30%。1967年之前原西耶路撒冷面積為307平方公里。東耶路撒冷是1967年中东战争被以色列占领，现被并入耶路撒冷区，巴勒斯坦国设为西岸地区十一省之一的耶路撒冷省面積345平方公里；东耶路撒冷面积70平方公里，人口328,601。首府西耶路撒冷，面积126平方公里，人口617,042。